# Battlezone II
Battlezone II ist ein 1999 vom US-amerikanischen Entwicklerstudio Pandemic Studios entwickeltes Computerspiel. Fast zwei Jahrzehnte später führte das Entwicklerstudio Rebellion ein Remaster des Spiels durch und veröffentlichte dieses 2018.

## Spielbeschreibung
Battlezone II stellt einen bis zum heutigen Tag unüblichen Genre-Mix aus Ego-Shooter und Aufbau-Strategiespiel dar.
Der Spieler bekämpft im Verlauf des Spiels auf unterschiedlichen Planeten eine unbekannte außerirdische Rasse. Dabei agiert er kurzzeitig zu Fuß, meistens jedoch findet er sich an Bord eines der vielen wählbaren Schwebepanzer, Mech-Roboter oder Service-Fahrzeuge wieder. Er kann sowohl eigene Einheiten befehligen als auch feindliche Schiffe übernehmen. Die Missionen bestehen u. a. aus Basisbau und -verteidigung sowie Angriffs- bzw. Rettungsaktionen.
Die abwechslungsreichen Planetenoberflächen sowie eine Vielzahl an unterschiedlichen Schiffen, Waffenkonfigurationen und Missionszielen tragen einen wichtigen Teil zum Spielspaß bei.

## Rezeption
Trotz guter Kritiken in der Fachpresse, die die hohe Grafikqualität, den Abwechslungsreichtum des Spiels sowie die Vielzahl an Innovationen lobten, blieb dem Spiel, ebenso wie dem Vorgänger Battlezone, der vorausgesagte Erfolg verwehrt.

## Entwicklungsgeschichte
Der Vorgänger Battlezone erschien Anfang 1998 bei Activision. Das US-amerikanische Entwicklerstudio Pandemic Studios entwickelte dann 1999 Battlezone II als Nachfolger, welcher wieder von Activision veröffentlicht wurde.
Battlezone II wurde so entwickelt, dass es die Integration von der Nutzergemeinde erstellter Erweiterungen, sogenannter Mods, ermöglicht. Carey Chico, Art Director von Battlezone II gab als Grund dafür an, “Well, the goal of all our effort was to provide for a strong mod community to keep the game going. Seems like it's working.” Jedoch sind alle diese Erweiterungen „inoffiziell“, d. h., sie werden nicht von Hersteller Pandemic Studios vertrieben, sondern auf verschiedenen Community-Seiten zum freien Download angeboten. Zu den bekanntesten und zugleich umfangreichsten Erweiterungen gehören Forgotten Enemies und Fleshstorm, beide beinhalten eine Fortsetzung der Originalgeschichte und enthalten eine Vielzahl von Neuerungen, wie z. B. neue Planetenoberflächen und weitere außerirdische Rassen.
Seit der Version 1.1, dem letzten „offiziellen“ Patch vor der Neuauflage, existiert auch ein Multiplayer-Modus für das Internet mit einem Matchmaking-Service. Dort kann man in Teams gegeneinander oder auch gemeinsam gegen den Computer spielen.

### Support
Nach dem Ende des offiziellen Supports übernahmen zwei Pandemic-Angestellte in ihrer Freizeit den Support und produzieren bis 2017 inoffizielle Patches, die auch die Funktionalität und Inhalte des Spiels deutlich erweiterten. Rebellion übernahm den letzten inoffiziellen Patch als Grundlage für ihr Remastering und publizierte nach dessen Veröffentlichung noch einige weitere Patches.